# Jean-Baptiste-Joseph-René Poulain
 (octobre 2019).
Si vous disposez d'ouvrages ou d'articles de référence ou si vous connaissez des sites web de qualité traitant du thème abordé ici, merci de compléter l'article en donnant les références utiles à sa vérifiabilité et en les liant à la section « Notes et références ».
Jean-Baptiste-Joseph-René Poulain (mort le 21 octobre 1805 au large de Trafalgar à bord du Héros) était un officier de marine français.

## Carrière
En tant que commandant, il était le capitaine du Héros à 74 canons. Il prit part à la bataille de Trafalgar durant laquelle il fut mortellement blessé à 13h15. Le lieutenant Conor le remplaça en tant que commandant du Héros.